# Asthenargus placidus
Asthenargus placidus är en spindelart som först beskrevs av Simon 1884.  Asthenargus placidus ingår i släktet Asthenargus och familjen täckvävarspindlar. Inga underarter finns listade.